# 村島喜代
村島 喜代（むらしま きよ、1892年10月6日 – 1982年3月11日）は日本の女性政治家。衆議院議員（1期）。

## 来歴
新潟県出身。1911年新潟県立長岡女子師範学校（現・新潟大学）卒。津田女子英学塾に学ぶ。その後新潟に戻り、新潟県立高等女学校家庭寮寮監などを務める。
戦後の1946年の第22回衆議院議員総選挙に新潟県1区(大選挙区制)から日本進歩党公認で立候補して2位で当選した。在職中は進歩党婦人部長を務めた。翌1947年の第23回衆議院議員総選挙で民主党公認で新潟1区から立候補したが落選した。落選後は新潟家庭裁判所調停委員などを務めた。1982年新潟市で死去。